# Contrôle fiscal en France
Dans le système fiscal français, l'impôt est assis, en règle générale, sur des bases d'imposition déclarées par les redevables eux-mêmes. Les actes ou déclarations déposés par les contribuables bénéficient d'une présomption d'exactitude et de sincérité, et les insuffisances, inexactitudes ou omissions relevées dans ces documents sont présumées être commises de bonne foi.
Cependant, afin d'assurer une imposition aussi exacte que possible, l'administration, dans la stricte observation du code général des impôts et du livre des procédures fiscales, dispose de méthodes d'intervention permettant d'examiner les déclarations, de réunir les éléments d'information indispensables pour confronter ces dernières à la réalité des faits et enfin de procéder, le cas échéant, au rehaussement des bases d'imposition. L'ensemble de ces activités constitue le contrôle fiscal.

## Organisation et moyens du contrôle
Il n'existe pas de synthèse de l'ensemble des moyens consacrés au contrôle.
Depuis la fusion en 2008 de la Direction générale des Impôts et de la Direction générale de la comptabilité publique, le contrôle fiscal en France est sous l'égide de la Direction Générale des Finances Publiques.

### Les directions et services
Au niveau central, le Service de la sécurité juridique et du contrôle fiscal (SJCF) est chargé de la coordination d'ensemble.
À chaque catégorie d'entreprises et de patrimoine correspondent une structure dédiée.
Au niveau national, la Direction des Vérifications nationales et internationales (DVNI) est chargée du contrôle des grandes entreprises et de leurs filiales. La Direction nationale des vérifications de situations fiscales (DNVSF) est chargée du contrôle fiscal à forts enjeux (en fonction de l'importance des revenus du patrimoine, de la qualité des personnes, de la complexité des situations internationales ou judiciaires). La Direction nationale d'Enquêtes fiscales (DNEF) est chargée de dépister les circuits de fraude fiscale, et de superviser la collecte du renseignement.
Trois autres directions interviennent partiellement en matière de contrôle fiscal : La Direction des impôts des non-résidents (DINR), la Direction des grandes entreprises (DGE) et la Direction nationale d’interventions domaniales (DNID).
Au niveau régional, il existe des Directions spécialisées de contrôle fiscal (DIRCOFI) chargées du contrôle des entreprises moyennes.
Au niveau local, sous l'autorité des Directions régionales et départementales des finances publiques, les Services des impôts des particuliers (SIP)  et les Services des impôts des entreprises (SIE) gèrent les différentes déclarations déposées par les contribuables. À ce niveau, le contrôle fiscal stricto sensu relève de services spécialisés : les Brigades départementales de vérifications (BDV), les Brigades de contrôle et de recherche (BCR) chargées de la collecte du renseignement local, et les Pôles de contrôle des revenus et patrimoine (PCRP) chargés d'une approche corrélée pour les personnes physiques qui disposent des patrimoines les plus importants.

### Effectifs dédiés au contrôle
Au 31 décembre 2018, 11 595 agents sont dédiés au contrôle dont 118 au niveau central, 906 au niveau national, 2 328 au niveau interrégional, 8 243 au niveau local.

## Délais d’action de contrôle de l’administration
L'administration ne peut exercer son droit de reprise que pendant une durée limitée - le délai de prescription - ce qui assure en principe au contribuable une totale immunité pour les manquements qu'il a pu commettre à une époque jugée trop lointaine. Un délai de six ans est prévu dans tous les cas où il n'est pas prévu un délai de prescription plus long ou plus court (art. L186 du LPF). De nombreuses catégories d'impôts bénéficient de règles de prescription propres :
- En matière de droit d'enregistrement ou d'ISF quand les biens sont déclarés spontanément, le délai est de 3 ans (de facto pour rectifier leur valeur). Il est classiquement de six ans quand la déclaration n'est pas déposée, ou qu'un bien n'est pas mentionné dans la déclaration. Il est même porté à dix ans si le bien ou le compte non mentionné est situé à l’étranger.
- En matière d'Impôt sur le revenu, le délai légal est de 3 ans après l'imposition[4] (l'impôt sur les revenus de 2011, déclaré et payé en 2012, peut être contrôlé et rectifié jusqu'au 31 décembre 2014).
- Il n'est que de 1 an après l'imposition en matière de taxe d'habitation ou de taxe foncière (la taxe d'habitation 2010, calculée en fonction de la situation au 1er janvier 2010, peut être contrôlée et rectifiée jusqu'au 31 décembre 2011) sauf en cas d'erreur dans la déclaration de revenus du contribuable ayant conduit à un abattement erroné (nombre d'enfants ou revenu minoré par exemple) où le délai de trois ans s'applique[5].
- En matière de TVA, le délai de reprise de l'administration s'exerce jusqu'à la fin de la troisième année suivant celle au cours de laquelle la taxe est devenue exigible.

Corrélativement, le droit de réclamation du contribuable (LPF art. R 196-1, al. 1 à 4) s'exerce généralement jusqu'au 31 décembre de la deuxième année qui suit la mise en recouvrement (impôt sur le revenu, prélèvements sociaux, etc.) ou le versement de l'impôt auto-liquidé (TVA, impôt sur les sociétés, etc.). Un contribuable qui décèle une erreur sur son impôt sur le revenu 2006 (déclaré et payé en 2007) peut en demander la rectification jusqu'au 31 décembre 2009. Passé ce délai, il ne pourra effectuer aucune réclamation puisque la prescription aura été acquise pour l'administration. De même, l'ISF dû au titre de l'année 2014, déclaré et payé en juin 2014 peut faire l'objet d'une réclamation par le contribuable jusqu'au 31 décembre 2016 (mais peut être contrôlé jusqu'au 31 décembre 2017 par l'administration).
Tout envoi d'une proposition de rectification interrompt la prescription à hauteur du montant notifié et fait reporter le délai jusqu'au dernier jour de la troisième année qui suit la réception de la proposition (tant pour les éléments rehaussés que pour les éléments initiaux). De même tout envoi d'avis de paiement ouvre un délai spécial jusqu'au 31 décembre de la deuxième année qui suit pour contester les seuls éléments rehaussés.
Une réclamation contentieuse formulée par le contribuable ouvre pour l'administration un délai supplémentaire qui court jusqu'à la fin de l'année suivant celle de la décision qui a clos l'instance.
En revanche, pour les droits d'enregistrements (ventes d'immobilier, succession, etc.) le délai peut être porté à six ans si l'information sur les biens n'était pas correcte voire manquante.
En cas de fraude avec dépôt de plainte de l'administration fiscale, ce délai peut être prolongé de deux ans soit un total de cinq ans, et en cas d'activité non déclarée (occulte) ou illicite, le délai de prescription peut être étendu à dix ans.
Enfin, il est à noter que le droit de rectification diffère du droit de contrôle, l'administration pouvant valablement contrôler une année prescrite (sans pouvoir effectuer de redressement sur cette année prescrite) dès lors qu'elle affecte une année non prescrite. En tout état de cause, le droit de contrôle est limité à dix ans.
Traditionnellement, on distingue deux catégories de contrôle fiscal en France : le contrôle sur pièces (ou interne) qui est exercé à partir des documents déposés par les contribuables ainsi que des renseignements fournis par les tiers, lesquels peuvent être suivis de demandes d'éclaircissements ou de justifications, et le contrôle sur place (ou externe) qui nécessite la rencontre avec le contribuable.
Parmi les contrôles sur place, on dénombre deux types de vérifications : l’examen contradictoire de la situation fiscale personnelle (ESFP : LPF, Art. L.12 et suiv.) ainsi que la vérification de comptabilité (LPF, Art. L.13). Pour ces dernières, la présence physique dans l'entreprise tend à devenir l'exception, la DGFIP développant des modes de contrôle à distance permis par la généralisation des comptabilités informatisées.
L'ESFP est constitué par l'ensemble des opérations comportant la recherche d'une cohérence entre les revenus déclarés et la situation patrimoniale, la situation de trésorerie et les éléments du train de vie des membres du foyer fiscal. Ces vérifications peuvent par exemple révéler des insuffisances de prix ou de valeur, des dissimulations de prix, des mutations secrètes ou des dissimulations du véritable caractère d'un contrat ou d'une convention ou simplement des revenus encaissés sur les relevés de compte bancaire que l'administration aura demandé, non déclarés.
La vérification de comptabilité est un ensemble d'opérations qui a pour but d'examiner sur place la comptabilité d'une entreprise et de la confronter à certaines données de fait ou matérielles afin de contrôler les déclarations souscrites et d'assurer éventuellement les rectifications nécessaires. L'administration peut se faire présenter les factures, la comptabilité ainsi que les livres, les registres et les documents professionnels pouvant se rapporter à des opérations ayant donné ou devant donner lieu à déclaration et procéder à la constatation matérielle des éléments physiques de l'exploitation.
Les deux types de vérifications sont précédés par l'envoi par courrier d'un avis de vérification auprès du contribuable qui fait l'objet d'une vérification (LPF, Art. 47). L'administration garde le droit d'intervenir inopinément dans les locaux professionnels, mais une intervention de ce type doit se contenter de « bloquer la situation » (relevé des prix, des stocks, fermeture de la comptabilité qui ne sera être examinée que par la suite), l'examen sur le fond ne pouvant commencer qu'après un délai[réf. nécessaire]. Les vérifications de comptabilité et les ESFP[Quoi ?] sont les seuls cas où l'administration peut demander le relevé exhaustif des comptes bancaires et contrôler le train de vie. L'envoi d'une proposition de rectification à la suite d'un contrôle sur place prive définitivement l'administration de toute nouvelle procédure, même si des erreurs ultérieurs sont découvertes (ce qui n'est pas le cas en matière de contrôle sur pièce, ou rien n'empêche l’administration d'adresser plusieurs propositions de rectifications successives au contribuable dans le délai de reprise).
Pour les petites entreprises[réf. souhaitée], la durée d'un contrôle fiscal sur place (entre le premier et le dernier passage du vérificateur dans l'entreprise) ne peut pas dépasser 3 mois. En cas de dépassement, le contrôle pourrait être considéré comme nul. Ce respect du délai de trois mois est subordonné à de nombreuses conditions : PME, comptabilité entièrement informatisée (si une seule période vérifiée n'est pas informatisée, l'ensemble des périodes n'est plus soumise au délai, etc.).

## Intérêt de retard et pénalités
Deux sortes de sanctions sont prévues : les pénalités fiscales qui correspondent d'une manière générale aux pénalités administratives, et les sanctions pénales qui frappent les infractions graves constituant des délits et jugées à ce titre par les tribunaux correctionnels.
Ces pénalités et sanctions en raison de leur nature différente peuvent s'appliquer cumulativement au titre d'une même infraction.

### En matière fiscale
Quel que soit l'impôt concerné, un régime commun de sanctions est prévu par les articles 1727, 1728 et 1729 du Code Général des Impôts.
En cas de retard ou d'insuffisance dans une déclaration, l’administration fiscale applique automatiquement des intérêts de retard, au taux de 0,4 par mois jusqu'au 31 décembre 2017 et de 0,2 % par mois depuis. Ces intérêts sont destinés à compenser le préjudice financier subi par le Trésor public du fait de la perception différée d'un impôt normalement dû en temps et heure (ils sont d'ailleurs réciproquement versés par l'administration au contribuable lorsqu'elle commet une erreur en sa défaveur).
Lorsque le contribuable est de bonne foi (pas d'application de pénalité d'au moins 40 %) ET avait déposé sa déclaration dans les délais, et reconnaît son erreur et s'engage à payer les droits dus immédiatement, l'intérêt de retard ainsi calculé est ramené à 70 % de son montant (taux de 0,28 et 0,14 % par mois). Les pénalités, elles sont déterminées selon le barème suivant, identique pour tous les impôts recouvrés à la suite d'une déclaration (Impôt sur le revenu, prélèvements sociaux, Impôt sur la fortune immobilière, Impôt de solidarité sur la fortune, impôt sur les sociétés, Taxe sur la valeur ajoutée en France, TASCOM, taxe sur les bureaux, TVS, donations ou succession, etc.) mais ne concernent pas les impôts locaux :
La déclaration est déposée en retard
- Aucune mise en demeure n'a été adressée : 10 % pour retard
- Une mise en demeure de dépôt a été adressée au contribuable et celui-ci a régularisé sa situation dans les trente jours de la réception de cette lettre : 
  - Impôt sur le revenu : 20 % (art 1758-A du Code Général des Impôts)[12]
  - Autres Impôts : 10 %
- Une mise en demeure de dépôt a été adressée au contribuable mais la déclaration n'a pas été déposée dans les trente jours de la réception de cette lettre : 40 % (et procédure de taxation d'office applicable, voir ci-dessous).

La déclaration avait été déposée en temps et heure mais des insuffisances ont été révélées par le contrôle
- En cas de « simple erreur » (bonne foi retenue) : 
  - Pas de pénalité, simple application de l'intérêt de retard[13]
- En cas de manquement délibéré (le contribuable a conscience d'éluder une partie de l'impôt : récidive d'erreurs déjà signalée, inobservation d'une consigne claire, modification dans la manière de déclarer des revenus récurrents...) : 40 %[14]
- Le contribuable s'est rendu coupable d'un abus de droit. Cette notion recouvre deux concepts : l'abus de droit par « fictivité » (par exemple, la donation déguisée en vente) et l'abus de droit par « fraude à la loi » (par exemple, l'apport de titres à une société en sursis d'imposition, suivi de leurs cessions à un tiers acquéreur)[15] :
  - le contribuable en est le principal instigateur ou bénéficiaire : 80 %
  - le contribuable n'en est pas le principal instigateur ou bénéficiaire : 40 %[16]
- En cas de manœuvres frauduleuses (le contribuable a conscience d'éluder une partie de l'impôt et met en œuvre des procédés pour égarer l'administration : mensonges, production de faux ou se rend coupable d'un comportement illégal : travail clandestin par exemple) : 80 %[17]
- En cas de découverte d'une activité occulte : 80 %
- En cas d'opposition à contrôle fiscal : 100 %[18]

La déclaration a été déposée en retard et des insuffisances ont été révélées par un contrôle ultérieur
- En cas de « simple erreur » (bonne foi retenue) :
  - Aucune mise en demeure n'avait été adressée : 10 %[19]
  - La mise en demeure avait été adressée au contribuable et celui-ci avait régularisé sa situation dans les trente jours de la réception de cette lettre : 
    - Impôt sur le revenu : 20 % (art 1758-A du Code Général des Impôts)
    - Autres Impôts : 10 %

  - La mise en demeure a été adressée au contribuable mais la déclaration n'avait pas été déposée dans les trente jours de la réception de cette lettre : 40 % (et procédure de taxation d'office applicable, voir ci-dessous)
- En cas de manquement délibéré (le contribuable a conscience d'éluder une partie de l'impôt) quelle que soit la manière dont avait déposé le contribuable, avec ou sans mise en demeure : 40 %
- En cas d'abus de droit (montage financier ayant pour but d'éluder l'impôt sans production de faux toutefois) et quelle que soit la manière dont avait déposé le contribuable, avec ou sans mise en demeure :
  - le contribuable en est le principal instigateur ou bénéficiaire : 80 %
  - le contribuable n'en est pas le principal instigateur ou bénéficiaire : 40 %
- En cas de découverte d'une activité occulte et quelle que soit la manière dont avait déposé le contribuable, avec ou sans mise en demeure : 80 %
- En cas d'opposition à contrôle fiscal et quelle que soit la manière dont avait déposé le contribuable, avec ou sans mise en demeure : 100 %[18]

La déclaration n'a jamais été déposée
Dans ce cas, l'administration est autorisée à imposer le contribuable d'office, si une mise en demeure est restée sans réponse durant trente jours. Les sanctions ci-dessous sont les mêmes pour l'imposition initiale ainsi que pour des éventuelles rectifications qui seraient découvertes ultérieurement :
- Aucune mise en demeure n'a été adressée : 10 %[21]
- La mise en demeure a été adressée au contribuable et la déclaration n'a pas été déposée dans les trente jours de la réception de cette lettre : 40 % (et procédure de taxation d'office applicable)
- En cas de manquement délibéré (le contribuable a conscience d'éluder une partie de l'impôt) et dans ce cas avec ou sans mise en demeure : 40 %
- En cas d'abus de droit (montage financier ayant pour but d'éluder l'impôt sans production de faux toutefois) et dans ce cas avec ou sans mise en demeure :
  - le contribuable en est le principal instigateur ou bénéficiaire : 80 %
  - le contribuable n'en est pas le principal instigateur ou bénéficiaire : 40 %
- En cas de découverte d'une activité occulte et dans ce cas avec ou sans mise en demeure : 80 %
- En cas d'opposition à contrôle fiscal et dans ce cas avec ou sans mise en demeure : 100 %[18]

En matière d'impôt locaux (Taxe d'habitation, Taxe foncière, Taxe d'habitation sur les logements vacants, Contribution économique territoriale), recouvré sans déclaration, il n'existe aucune pénalité.
Pour l'impôt sur le revenu et l'IFI, il est à noter que l'application de pénalités d'au moins 40 % (pour défaillance déclarative ou manquement délibéré) fait obstacle à toute déduction de charge, de déficit ou de réduction d'impôt non déclaré ou non utilisé au moment de l'application de la pénalité.
Lorsque la régularisation provient spontanément du contribuable, en dehors de toute procédure de contrôle, et si la déclaration initiale a été déposée dans les temps, aucune pénalité n'est due, mais les intérêts de retards restent applicables, pour la moitié de leur montant (taux de 0,2 % par mois jusqu'au 31 décembre 2017 et de 0,1 % depuis).
Enfin, des amendes forfaitaires peuvent parfois être établies en fonction de certains faits (par exemple, il existe une amende automatique et forfaitaire de 1 500 € en cas de compte bancaire non déclaré à l'étranger (portée à 10 000 € si le pays en question est considéré comme paradis fiscal) ou de 150 € pour la redevance.

### En matière pénale
Toute fraude fiscale commise sciemment est constitutive d'un délit. Outre les pénalités fiscales susmentionnées ces faits peuvent aboutir à une procédure pénale.
Les délits fiscaux sont pour la plupart définis par les articles 1741 et suivants du Code Général des Impôts. Comme en droit pénal général, l'infraction fiscale est caractérisée par la réunion d'un élément matériel (en l'occurrence la dissimulation de la matière imposable) et d'un élément intentionnel (le caractère délibéré de cette dissimulation avéré par les manquements répétitifs aux obligations fiscales). Cependant, les poursuites pénales ne peuvent être engagées qu'à l'initiative de l'administration, et seulement sur avis favorable de la Commission des infractions fiscales, créée en 1977. Un procureur, même en cas de flagrant délit, ne peut enclencher le processus de poursuite judiciaire. Ce monopole de l’opportunité des poursuites laissé à l'administration est surnommé le verrou de Bercy. Ce ""verrou" a été atténué par la loi de lutte contre la fraude du 23 octobre 2018.
On compte environ 1 000 cas de plaintes pénales par an pour 16 000 contrôles annuels aboutissant à des pénalités minimales de 40 %.

## Charge de la preuve
Si l'administration entend rehausser un montant (salaires perçus, loyers, recettes soumises à l'IS et à la TVA...) elle en a la charge de la preuve. C'est-à-dire qu'elle doit être en mesure d'indiquer exactement le montant perçu et de justifier de la manière dont elle a eu connaissance de ce montant (exemples en contrôle sur pièce : demande à un locataire, à l'employeur, à une banque, demande au contribuable qui reconnaît son erreur ; en contrôle sur place : examen des factures, des stocks, de la caisse, des comptes bancaires...). Il est à préciser qu'hormis les cas de vérifications sur place ou d'ESFP, l'administration ne peut consulter un relevé de compte bancaire. En matière de revenus du patrimoine (prêt entre particuliers, revenus fonciers), la simple créance sur un tiers donne lieu à rappel si celle-ci n'a pas été perçue (principe de la libéralité).
Pour les sommes déduites par le contribuables (pensions alimentaires, dons...) elle est en revanche autorisée à remettre en cause les montants déclarés en la simple absence de justificatifs. C'est le principe classique de la procédure de rectification contradictoire.
Quelques exceptions sont prévues :
- En cas de défaut de déclaration. Si un contribuable ne dépose par sa déclaration (IFI, IR, IS, succession...) et n'a pas régularisé sa situation dans les trente jours d'une mise en demeure la procédure de taxation d'office est applicable pour l'ensemble des revenus. La mise en demeure n'est toutefois pas nécessaire en matière de TVA. L'absence de dépôt d'une simple annexe (déclaration de revenu fonciers 2 044, de plus-values 2 074, de revenus de source étrangère 2047) ne permet pas la taxation d'office dès lors que la déclaration principale est déposée (mais l'administration peut dans ces cas adresser une demande d'éclaircissement/mise en demeure de déposer la déclaration annexe). Une déclaration déposée à 0 est une déclaration déposée et oblige à recourir à la procédure de rectification contradictoire. Pour les revenus catégoriels non déclarés au micro ou devant faire l'objet d'une déclaration (2031, 2035 ou 2072) cette procédure est applicable par revenu catégoriel (mise en demeure, puis en l'absence de réponse évaluation d'office du revenu catégoriel, qui sera ensuite repris classiquement au niveau du revenu d'ensemble. En cas de réponse seule la procédure contradictoire est applicable). Un cas particulier concerne l'IFI où une déclaration n'est pas obligatoire avant le seuil de 1300000 €: la procédure de taxation d'office ne sera applicable que si l'administration prouve formellement que les seuils sont franchis par une première proposition de rectification contradictoire. En revanche une fois que l'administration a prouvé le franchissement du seuil, la taxation d'office est applicable.
- En cas de défaut de réponse à une demande d'éclaircissement. Une demande d'éclaircissement permet de demander des justificatifs précis sur des points ciblés : revenus fonciers, plus-values, charges de famille, les revenus d'origine étrangère, et les charges déduites. Si la réponse n'est pas parvenue dans les deux mois suivant l'envoi d'une demande d'éclaircissement, la procédure de taxation d'office est applicable pour les seuls revenus qu'elle contenait (revenus fonciers, plus-values ou charge de famille). Si la réponse est insuffisante, une demande complémentaire est renvoyée par l'administration, et le contribuable dispose alors de trente jours pour répondre, sinon la taxation d'office sera appliquée.
- La loi autorise aussi l'administration, dans le cadre d'un ESFP, à demander des éclaircissements lorsqu'elle a des éléments permettant d'établir que le contribuable a disposé de revenus plus importants que ceux qu'il a déclarés (exemple : achat immobilier cash en inadéquation avec les revenus). Si la réponse n'est pas parvenue dans les deux mois suivant l'envoi d'une demande d'éclaircissement, la procédure de taxation d'office est applicable pour les seuls revenus qu'elle contenait. Si la réponse est insuffisante, une demande complémentaire est renvoyée par l'administration, et le contribuable dispose alors de trente jours pour répondre, sinon la taxation d'office sera appliquée. Ce contrôle du « train de vie » n'est possible que pour un ESFP.
- Graves irrégularités dans la comptabilité la privant de valeur probante (absences de factures...) ou exercice d'une activité occulte (activité professionnelle non déclarée) la procédure de taxation d'office est applicable
- En cas d'opposition à contrôle fiscal la procédure de taxation d'office est applicable (Article L74 du Livre des procédures fiscales).
- Enfin, en matière de réclamation, la charge de la preuve incombera toujours au contribuable.

La procédure de taxation d'office permet à l'administration d'imposer le contribuable sur un montant arbitraire, qui contrairement à la procédure contradictoire, n'a pas à correspondre à la réalité des sommes perçues.
Ces procédures sont communes aux impôt établis après déclaration (impôt sur le revenu, prélèvements sociaux, IFI, TVA, impôt sur les sociétés, successions, contribution à l'audiovisuel public...). Par contre en matière d'impôt locaux (taxe d'habitation, taxe foncière, taxe sur les logements vacants, contribution économique territoriale...), la procédure de rectification contradictoire n'est pas applicable (puisqu'ils sont établis sans déclaration) et l’administration peut légalement envoyer directement un avis rectifié en cas d’erreur : en contrepartie, aucune pénalité n'est applicable.

## Procédures
Seuls les agents ayant au moins le grade de contrôleur des finances publiques et relevant du ressort géographique d'une direction (généralement un département) gérant le dossier de la personne peuvent notifier une rectification. La décision d'appliquer certaines procédures, manquement délibérés, abus de droit, opposition à contrôle fiscal doit elle être prise par un agent détenant au moins le grade d'inspecteur divisionnaire. Le service de l'adresse actuelle du contribuable peut contrôler toutes les années y compris une période où la personne n'était pas domiciliée dans ce service. En cas de déménagement, l'ancien service garde la faculté de procéder au contrôle, mais uniquement les années pour lesquelles le contribuable y était domicilié.
Certains renseignements sont fournis d'office à l'administration (salaires, revenus bancaires, actes de vente, informations Tracfin, déclaration des vendeurs de télévision...). Par ailleurs, dans le cadre d'un contrôle, l'administration peut demander des renseignements à des tiers sur la situation d'une personne. C'est le droit de communication. Il permet d'exiger auprès de tout professionnel (employeurs, notaires, avocats, experts-comptables, banque, tribunaux, sécurité sociale, administrations publiques... à l'exception des médecins, journalistes et instituts de sondage) tous renseignements permettant de vérifier les déclarations déposées par le contribuable.
L'administration peut aussi formuler des demandes de renseignements à des personnes non tenues à ce droit de communication (ex: locataires). Ces personnes ne sont pas obligées de répondre aux informations demandées, mais si elles acceptent, leurs renseignements seront valablement exploitables.
Préalablement à toute procédure de rectification, l'administration peut aussi demander toute justification au contribuable par lettre simple. L'absence de réponse n'entraîne aucune pénalité particulière si ce n'est la mise en place de demandes plus contraignantes (demande d'éclaircissement ou proposition de rectification). En revanche, le silence de l'administration pendant deux mois à une réponse équivaut à une acceptation des éléments fournis, sur lesquels plus aucun rehaussement ne pourra avoir lieu (ce qui n'empêche toutefois pas l'administration de proposer des rectifications sur d'autres points).
Lorsqu'elle constate une insuffisance, l'administration fait parvenir une proposition de rectification qui indique les rectifications envisagées. La proposition de rectification, adressée en AR, signée, comporte pour chacune des rectifications envisagées l'impôt concerné, son année, la procédure (classique ou taxation d'office), le motif, le droit, le montant et les pénalités.
Le contribuable a trente jours (prolongé de 30 jours supplémentaires sur simple demande) pour présenter des arguments. Si aucune observation n'est émise, la procédure est close et les sommes notifiées mises en paiement.
Lorsque le contribuable émet des observations argumentées sur les rehaussements envisagés, le vérificateur doit répondre précisément point par point aux éléments formulés. Le document précise les rectifications maintenues ainsi que les motifs pour lesquels les observations n’ont pas pu être retenues et les sommes maintenues en paiement. Dans un ESFP ou une vérification de comptabilité, cette réponse de l'administration doit intervenir dans les deux mois. Le défaut d’une telle réponse dans ce délai  équivaut à une acceptation des arguments présentés. Pour les contrôles du bureau, aucun délai n'est imposé pour la réponse.
Pour les procédures de contrôle du bureau (hors ESFP et vérification de comptabilité) et ne touchant pas à la valeur d'un bien, la réception par le contribuable de la réponse de l'administration à ses observations clôt la procédure. Les sommes sont mises en paiement. Il appartiendra au contribuable qui serait encore en désaccord avec le service vérificateur d'attendre la réception de l'avis de paiement rectifié pour engager une réclamation contentieuse et saisir le Tribunal.
Pour les procédures d'ESFP, de vérification de comptabilité, ou en cas de contrôle sur la valeur d'un bien (pour l'ISF, l'IFI, succession, donation...), le contribuable, après réception de la réponse de l'administration à ses observations, peut encore demander la saisie d'une commission départementale. Il dispose de 30 jours pour la demander. Cette faculté ne lui est toutefois pas offerte en cas de procédure d'imposition d'office. Les commissions (qui sont spécialisées : en abus de droit, pour les Crédits Impôts Recherche, pour les valeurs des biens immobiliers...) sont composées à parité de représentants des professions libérales (juristes, notaires, experts-comptables...) et de membres de l’administration et présidées par un magistrat de l'ordre administratif. L'avis de la commission est purement consultatif. L'administration décide ou non de suivre l'avis de la commission, et les sommes qu'elle a arrêtées sont mises en paiement. Il appartiendra au contribuable qui serait encore en désaccord  d'attendre la réception de l'avis de paiement rectifié pour engager une réclamation contentieuse et saisir le Tribunal.
Les sommes mises en recouvrement sont exigibles immédiatement. Dès lors que la somme a été mise en recouvrement à la suite d'un contrôle fiscal, il est d'ailleurs permis à l'administration lorsqu'il est prouvé un risque d'organisation d'insolvabilité (départ précipité, transfert de fonds sur des comptes bancaires étrangers, mise en faillite de l'entreprise, vente des biens, etc.) de prendre des mesures conservatoires (blocage de comptes, hypothèques, etc.), en dehors de toute procédure judiciaire, pour garantir au mieux les intérêts du Trésor. De même une réclamation n'a pas d'effet suspensif et ne dispense pas le contribuable du paiement de l'impôt contesté. Celui-ci a toutefois la faculté d'assortir sa réclamation d'une demande de sursis de paiement qui courra jusqu'à ce qu'une décision définitive ait été prise par un tribunal. Mais le réclamant doit en ce cas constituer des garanties (référencement d'un compte approvisionné, hypothèque, paiement partiel...) dès lors que le litige porte sur un montant supérieur à 4 500 €.

## Sanctions en cas de retard dans le paiement de l'impôt
Les sanctions ainsi énumérées ne concernent que l'établissement (déclarations et faits mentionnées dans les déclarations) de l'impôt. D'autres sanctions sont prévues en cas de retard dans le paiement de l'impôt ainsi établi.
Pour l'impôt sur le revenu, l'IFI et les impôts locaux (TH, TF, CET), toute somme non acquittée dans les délais est majorée de 10 % (y compris si cette somme avait déjà été majorée par une pénalité mentionnées ci-dessus), sans intérêt de retard toutefois. En outre, le Trésor Public facturera toute prestation liée au recouvrement forcé des sommes si finalement la somme reste non payée à la suite de relances (s'il doit procéder au blocage d'un compte par exemple. Ces frais sont fixés par la loi à 5 % du montant de la créance, limitée à 500 €. La banque facturera elle-même des frais d’intervention, selon la convention de compte).
Pour les autres impôts (TVA, impôt sur les sociétés) la majoration est de 5 % mais majorée de l'intérêt de retard (y compris si la somme avait déjà été majorée par une des pénalités mentionnées ci-dessus). En outre, le Trésor Public facturera toute prestation liée au recouvrement forcé des sommes (s'il doit procéder au blocage d'un compte par exemple).

## Garanties du contribuable
La loi et la jurisprudence se sont efforcées de préciser les garanties du contribuable : ainsi l'article L 80 CA sanctionne les « erreurs substantielles » commises par l'Administration dans la procédure d'imposition. L'erreur substantielle est définie comme toute erreur qui entraverait les droits de la défense. Dans ce cas, cette erreur est sanctionnée par l'obligation du prononcé de la nullité de la procédure et par la décharge de l'imposition.

### Garanties liées aux procédures de contrôle sur place
En raison des contraintes qu'elle entraînent (visite dans les locaux de l'entreprise pour la vérification de comptabilité, convocation au bureau pour l'ESFP, pointage des stocks, des factures, de la caisse, des relevés de comptes, du train de vie... et dans environ 200 cas par an perquisitions au domicile du contribuable après autorisation du juge) de nombreuses garanties existent pour les opérations de contrôle hors du bureau :
- Il existe par définition beaucoup moins de contrôle sur place que ceux du bureau, environ 45 000 contrôles en entreprise et 3 500 ESFP annuels pour plus d'un million de contrôles annuels[34].
- Bien que cela ne soit pas une obligation légale, les brigades rédigent systématiquement une note qui répertorie des anomalies constatées du bureau dans un dossier et qui nécessiteraient une intervention sur place. Cette note est transmise à sa direction qui, dans la pratique, donne l'autorisation avant toute opération de contrôle externe. Cela permet d'éviter des contrôles motivés par un but non fiscal, l'accord de deux services différents étant nécessaires avant de lancer une opération. Toutefois cette note, appelée fiche 3909, ne résultant que d'une pratique interne et nullement juridique et contenant par ailleurs des informations confidentielles sur les méthodologies de l'administration et sur l'orientation du contrôle fiscal, ne peut faire l'objet d'une demande de communication de la part du contribuable[35],[36].
- Limitation de la durée du contrôle sur place, généralement à trois mois pour les entreprises et à un an pour les particuliers.
- La réponse de l'administration aux observations du contribuable en réponse à une proposition de rectification doit intervenir dans les deux mois. Le défaut de notification d’une réponse dans ce délai ne vice pas la procédure mais équivaut à une acceptation totale du service des arguments présentés. Pour les contrôles du bureau, aucun délai n'est imposé.
- Possibilité de saisie de la commission des impôts de la part du contribuable, qui n'existe pas pour le contrôle du bureau (sauf ceux touchant à la valeur d'un bien)
- Impossibilité de renouveler les opérations. Contrairement au contrôle du bureau, où rien n'empêche l'administration d'adresser plusieurs propositions de rectifications successives, une opération de CFE ou ESFP rend impossible tout nouveau rehaussement ultérieur

## Contentieux de l'impôt
Les contestations des rectifications apportées par le contrôle fiscal mais également les contentieux pouvant porter tant sur l'assiette des impôts que sur leur recouvrement peuvent être portées devant un juge et réglées selon des procédures juridictionnelles.
Le contribuable ne peut pas directement saisir le tribunal de sa contestation. Il doit d'abord adresser une réclamation au service des impôts. Ce filtre présente une grande utilité car il permet le règlement amiable d'une proportion écrasante des réclamations présentées par les contribuables. À peine plus d'1 % des réclamations sont suivies d'une requête devant les tribunaux,.
La réclamation doit être présentée sur papier libre (ou par internet) au plus tard le 31 décembre de la seconde année qui suit celle de la mise en recouvrement de l'impôt contesté (par exemple impôt sur le revenu) ou celle du paiement de cet impôt, s'il n'y a pas eu émission d'un avis d'imposition (par exemple, pour l'impôt sur les sociétés, l'ISF ou la TVA), ou encore celle de la notification d'un avis de mise en recouvrement. Dans le cas où il a fait l'objet d'une procédure de reprise ou de redressement de la part de l'administration, le contribuable dispose d'un délai spécial égal à celui de l'administration pour présenter ses propres réclamations. Étant donné que l'administration dispose d'un délai de trois ans pour effectuer les redressements, le délai de réclamation ouvert au contribuable vérifié expire le 31 décembre de la troisième année suivant celle au cours de laquelle la proposition de rectification lui aura été adressée.
La réclamation doit être accompagnée d'une copie de l'avis d'imposition ou d'un document justifiant du paiement de l'impôt contesté. En principe, la réclamation n'a pas d'effet suspensif et ne dispense donc pas le contribuable du paiement de l'impôt contesté. Celui-ci a toutefois la faculté d'assortir sa réclamation d'une demande de sursis de paiement de l'impôt contesté. Le sursis courra jusqu'à ce qu'une décision définitive ait été prise sur la réclamation soit par l'administration, soit par le tribunal compétent. Le réclamant doit toutefois constituer des garanties (référencement d'un copte approvisionné, hypothèque, paiement partiel...) dès lors que le litige porte sur un montant supérieur à 4 500 €.
Lors d'un contentieux par ailleurs fondé, si l'administration découvre une erreur en sa défaveur, elle est autorisée à diminuer le montant remboursé d'office, sans avoir à passer par un procédure de contrôle fiscal.
En cas de rejet, total ou partiel, de sa réclamation par l'administration, le contribuable est en droit de porter le litige devant les tribunaux dont l'ordre de juridiction compétent dépend de la nature de l'impôt contesté. Les litiges relatifs aux impôts directs et aux taxes sur le chiffre d'affaires relèvent de la compétence des juridictions administratives : tribunal administratif, cour administrative d'appel et Conseil d'État. Les contestations concernant les droits d'enregistrement et l'ISF doivent être portées devant les juridictions judiciaires : tribunal de grande instance, cour d'appel, Cour de cassation.
Le tribunal doit à peine de forclusion être saisi dans un délai de deux mois à compter de la notification de la décision de rejet de la réclamation. Le contribuable peut présenter sa requête lui-même ou charger un avocat de le faire. Le jugement du tribunal administratif est susceptible d'appel (du contribuable ou de l'administration fiscale) devant la cour administrative d'appel sauf si le litige porte sur la taxe d'habitation ou sur la taxes foncières (auquel cas seule est ouverte la voie du pourvoi en cassation devant le Conseil d'État). Le contribuable désireux de se pourvoir devant la cour dispose d'un délai de deux mois pour présenter sa requête, laquelle devra être présentée par un avocat. Les arrêts rendus par les cours administratives d'appel peuvent être déférés au Conseil d'État par la voie du recours en cassation. Le contribuable doit alors se faire assister par un avocat auprès du Conseil d'État et de la Cour de cassation. Le Conseil d'État statue en dernier ressort, soit par une décision mettant fin au litige soit par une décision de renvoi du litige devant une cour administrative d'appel.
La procédure devant les juridictions judiciaires répond aux mêmes conditions.

## Procédure de copie de document
La procédure de copie de document pendant un contrôle fiscal en France est encadrée par l'article L 13 F du Livre des Procédures Fiscales.
Cet article permet aux agents de l'administration fiscale de prendre copie des documents nécessaires sans opposition du contribuable lors des procédures de contrôle fiscal. Les copies peuvent être fournies sous forme papier ou dématérialisée, et en cas de refus, des sanctions sont appliquées.
Une amende de 1 500 euros est imposée par document non fourni, avec un plafond total de 50 000 euros.
Cette mesure vise à mettre fin aux pratiques non coopératives de certaines entreprises et individus lors des contrôles fiscaux, assurant ainsi l'efficacité et la probité des contrôles fiscaux externes.

## Résultats du contrôle fiscal
Les résultats du contrôle fiscal des  années 2010-2019 font apparaître  une hausse des montants recouvrés entre 2012 et 2015, les résultats du contrôle fiscal sont ensuite en diminution.
(en milliards d'euros)
| | 2010 | 2011 | 2012 | 2013 | 2014 | 2015 | 2016 | 2017 | 2018 | 2019 |
| Droits nets notifiés                                                                               | 13,1 | 13,5 | 14,4 | 14,3 | 15,3 | 16,1 | 15,3 | 14,0 | 12,9 | 11,4 |
| Pénalités (y compris intérêts de retard)                                                           | 2,9  | 2,9  | 3,8  | 3,7  | 4,0  | 5,0  | 4,2  | 3,9  | 3,2  | 2,4  |
| Total des droits et des pénalités (service de traitement des déclarations rectificatives. compris) | 16,0 | 16,4 | 18,1 | 18,0 | 19,3 | 21,2 | 19,5 | 17,9 | 16,2 | 13,9 |

## Les perspectives offertes par  les nouvelles techniques d'analyse des données
En 2020 les utilisations des outils informatiques sont des réalités mais les perspectives nouvelles sont nombreuses.
Les  applications informatiques existantes  dédiées au contrôle fiscal au sein de la DGFiP sont : l'AAI2 (Assistance administrative internationale), enregistrant les demandes en provenance des services de contrôle fiscal de la DGFiP ou d'administrations étrangères ; l'ALPAGE (Aide logicielle à la programmation, à l'analyse et à la gestion du contrôle fiscal), utilisé par les directions opérationnelles et composé de trois modules dédiés au contrôle fiscal externe, au contrôle sur pièce et à la recherche ; l' ALTO2, permettant la lecture de la comptabilité des entreprises sous format dématérialisé, pour les vérifications de comptabilité depuis le bureau. La Mission requêtes et valorisation (MRV), la nouvelle cellule Big data de Bercy créée en 2013 repose sur le projet « ciblage de la fraude par la valorisation des requêtes » (CFVR). Elle vise à modéliser les comportements frauduleux en s'appuyant sur les caractéristiques des fraudes avérées : le but est d'identifier, par des méthodes statistiques ou mathématiques, les critères caractérisant une personne fraudeuse afin d'établir un profil type qui sera ensuite appliqué à une population cible, pour déceler des comportements similaires.
Pour l'avenir, outre l'amplification du projet CFVR, le projet Pilat (pilotage et analyse du contrôle) contient  la refonte du système d'information du contrôle fiscal. L'Union européenne encourage les États membres à mettre en œuvre des dispositifs d'échanges automatiques d'informations. Ainsi une directive du 25 mai 2016  étend la portée de l'échange obligatoire d'informations pour inclure l'échange automatique d'informations relatives à la déclaration pays par pays entre les autorités fiscales. En application de ce texte, certaines entreprises doivent télédéclarer la répartition pays par pays des bénéfices du groupe et des agrégats économiques, comptables et fiscaux, ainsi que des informations sur la localisation et l'activité des entités le constituant.